# Venus Bay
Venus Bay is een plaats in de Australische deelstaat Zuid-Australië en telt 20 inwoners (2006).